# Carl D. Bradley
El SS Carl D. Bradley fue un carguero lacustre autodescargable estadounidense que se hundió en una tormenta en el lago Michigan el 18 de noviembre de 1958. De los 35 miembros de la tripulación, 33 murieron en el naufragio. Veintitrés eran de la ciudad portuaria de Rogers City, Michigan, Estados Unidos. Su hundimiento probablemente se debió a un fallo estructural de acero frágil utilizado en su construcción, así como a un uso intensivo del buque a lo largo de sus 31 años de carrera.

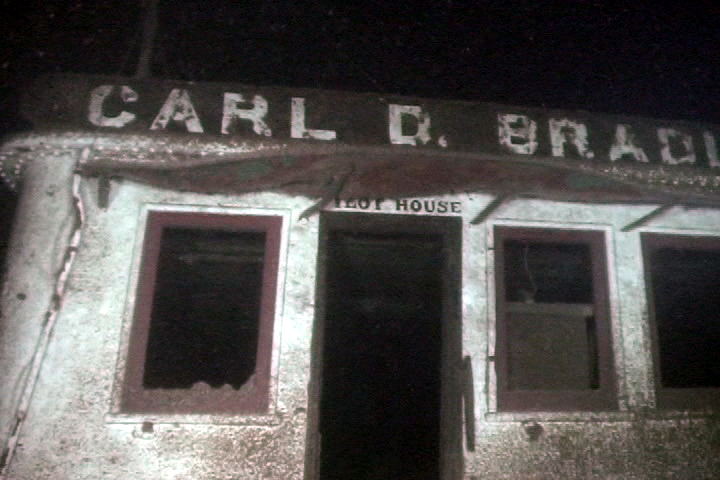
La puerta de la cabina del piloto del pecio del Carl D. Bradley en 2007.

Construido en 1927 por la American Ship Building Company en Lorain, Ohio, el Carl D. Bradley era propiedad de la división Michigan Limestone de US Steel y operado por la Bradley Transportation Company. Conservó el título de "Reina de los Lagos" durante 22 años como el carguero más grande y de mayor eslora en los Grandes Lagos.